# Sam Tingle
 Sam Tingle  (Manchester, Anglaterra, 24 d'agost de 1921 − Somerset West, Sud-àfrica, 19 de desembre de 2008) va ser un pilot de curses automobilístiques de Rhodèsia (ara Zimbàbue), que va arribar a disputar curses de Fórmula 1.

## A la F1
Sam Tingle va debutar a la novena i última cursa de la temporada 1962 (la tretzena temporada de la història) del campionat del món de la Fórmula 1, disputant el 29 de desembre del 1962 el GP de Sud-àfrica al circuit de East London.
Va participar en un total de sis proves puntuables pel campionat de la F1, disputades en cinc temporades diferents (1962-1963, 1965 i 1967-1969) aconseguint una vuitena posició com a millor classificació en una cursa i no assolí cap punt pel campionat del món de pilots.

## Resultats a la Fórmula 1
| Any  | Equip        | Xassís | Motor      | 1       | 2   | 3   | 4   | 5   | 6   | 7   | 8   | 9       | 10      | 11  | 12  | Posició | Punts |
| ---- | ------------ | ------ | ---------- | ------- | --- | --- | --- | --- | --- | --- | --- | ------- | ------- | --- | --- | ------- | ----- |
| 1962 | Sam Tingle   | LDS    | Alfa Romeo | HOL     | MON | BEL | FRA | GBR | ALE | ITA | USA | SUD Ret |         |     |     | -       | 0     |
| 1963 | Sam Tingle   | LDS    | Alfa Romeo | MON     | BEL | HOL | FRA | GBR | ALE | ITA | USA | MEX     | SUD Ret |     |     | -       | 0     |
| 1965 | Sam Tingle   | LDS    | Alfa Romeo | SUD 13  | MON | BEL | FRA | GBR | HOL | ALE | ITA | USA     | MEX     |     |     | -       | 0     |
| 1967 | Sam Tingle   | LDS    | Alfa Romeo | SUD Ret | MON | HOL | BEL | FRA | GBR | ALE | CAN | ITA     | USA     | MEX |     | -       | 0     |
| 1968 | Team Gunston | LDS    | Repco      | SUD Ret | ESP | MON | BEL | HOL | FRA | GBR | ALE | ITA     | CAN     | USA | MEX | -       | 0     |
| 1969 | Team Gunston | LDS    | Repco      | SUD 8   | ESP | MON | HOL | FRA | GBR | ALE | ITA | CAN     | USA     | MEX |     | -       | 0     |

### Resum
| Curses: | Victòries: | Pòdiums: | Poles: | Voltes ràpides: | Punts: |
| ------- | ---------- | -------- | ------ | --------------- | ------ |
| 6       | 0          | 0        | 0      | 0               | 0      |